# Torneo de Ecuador (tenis)
El Ecuador Open Quito fue un evento oficial internacional de tenis masculino celebrado en la ciudad de Quito (Ecuador) desde el año 2015 hasta el 2018, como parte del ATP World Tour 250. Los partidos se jugaban en canchas de arcilla al aire libre, en el Club Jacarandá del sector de Cumbayá. El torneo no debe ser confundido con el Challenger de Quito. 
Previamente, entre 1979 y 1982, el también llamado Quito Open fue un torneo del desaparecido circuito Grand Prix de la Asociación de Tenistas Profesionales (ATP). Durante esta etapa, el tenista ecuatoriano Andrés Gómez fue el máximo ganador de las canchas quiteñas, triunfando en singles (1982) y en dobles (1980 y 1981) junto al chileno Hans Gildemeister.
El torneo actual sustituye al desaparecido Chile Open y se disputa paralelamente a los de Montpellier y Sofía en la primera semana de febrero. Da inicio a la llamada Gira sudamericana de tierra batida, comprendida por Quito, São Paulo, Río de Janeiro y Buenos Aires. Que el torneo de Viña del Mar pasara a Quito significó que Latinoamérica continuará albergando cinco torneos ATP, lo que no sucedía hace varios años en la región. El torneo se jugaba al mejor de tres sets, si se llegaba al empate 6-6 en juegos o "games" se jugaba el denominado TieBreak.
El trofeo entregado en la edición actual es diseño del artista Roberto de la Cerda por encargo del Municipio de Quito en 2015, y lleva el nombre de Francisco Pancho Segura, figura trascendental de los inicios del tenis ecuatoriano. En el mismo destaca un colibrí de plata, ave emblemática de la ciudad de Quito, y se entrega uno a cada campeón y vicecampeón del torneo, tanto en singles como en dobles para un total de seis. Un trofeo permanente se queda en la ciudad, en el que se van inscribiendo los ganadores de cada año.
La ciudad de Quito está situada a 2.800 metros de altitud sobre el nivel del mar, más del doble de los torneos de los Alpes. Los jugadores deben adaptarse a la menor presión atmosférica, que provoca dificultades respiratorias y una mayor velocidad de vuelo de la pelota.

## Campeones

### Individual
| Lugar                | Año  | Campeón           | Finalista       | Resultado           |
| -------------------- | ---- | ----------------- | --------------- | ------------------- |
| Quito Tenis Club     | 1979 | Victor Pecci      | José Higueras   | 2-6, 6-4, 6-2       |
| Quito Tenis Club     | 1980 | José Luis Clerc   | Víctor Pecci    | 6-4, 1-6, 10-8      |
| Quito Tenis Club     | 1981 | Eddie Dibbs       | David Carter    | 3-6, 6-0, 7-5       |
| Quito Tenis Club     | 1982 | Andrés Gómez      | Loïc Courteau   | 6-3, 6-4            |
| 1983-2014 No se jugó |      |                   |                 |                     |
| Club Jacarandá       | 2015 | Víctor Estrella   | Feliciano López | 6-2, 6-7(5), 7-6(5) |
| Club Jacarandá       | 2016 | Víctor Estrella   | Thomaz Bellucci | 4-6, 7-6(5), 6-2    |
| Club Jacarandá       | 2017 | Víctor Estrella   | Paolo Lorenzi   | 6-7(2), 7-5, 7-6(6) |
| Club Jacarandá       | 2018 | Roberto Carballés | Albert Ramos    | 6-3, 4-6, 6-4       |

### Dobles
| Lugar                   | Año  | Campeón                            | Finalista                         | Resultado      |
| ----------------------- | ---- | ---------------------------------- | --------------------------------- | -------------- |
| Quito Tenis Club        | 1979 | Álvaro Fillol Jaime Fillol         | Iván Molina Jairo Velasco         | 6-7, 6-3, 6-1  |
| Quito Tenis Club        | 1980 | Hans Gildemeister Andrés Gómez     | José Luis Clerc Belus Prajoux     | 6-3, 1-6, 6-4  |
| Quito Tenis Club        | 1981 | Hans Gildemeister Andrés Gómez     | David Carter Ricardo Ycaza        | 7-5, 6-3       |
| Quito Tenis Club        | 1982 | Jaime Fillol Pedro Rebolledo       | Egan Adams Rocky Royer            | 6-2, 6-3       |
| 1983-2014 No fue jugado |      |                                    |                                   |                |
| Club Jacarandá          | 2015 | Gero Kretschmer Alexander Satschko | Víctor Estrella João Souza        | 7-5, 7-6(3)    |
| Club Jacarandá          | 2016 | Pablo Carreño Guillermo Durán      | Thomaz Bellucci Marcelo Demoliner | 7-5, 6-4       |
| Club Jacarandá          | 2017 | James Cerretani Philipp Oswald     | Julio Peralta Horacio Zeballos    | 6-3, 2-1, ret. |
| Club Jacarandá          | 2018 | Nicolás Jarry Hans Podlipnik       | Austin Krajicek Jackson Withrow   | 7-6(6), 6-3    |